# Cyathea rouhaniana
Cyathea rouhaniana är en ormbunkeart som beskrevs av Rakotondr. och Janssen. Cyathea rouhaniana ingår i släktet Cyathea och familjen Cyatheaceae. Inga underarter finns listade.